# تدبير تساقط الشعر
يشمل تدبير تساقط الشعر (بالإنجليزية: management of hair loss)‏ -الذي يُعرف أيضًا بالثعلبة أو الصلع- علاجات دوائيةً أو جراحيةً.

## العلاج الدوائي
يحمل العلاج الدوائي للأشكال المختلفة من تساقط الشعر نسب نجاح متوسطة. دعمت الدراسات استخدام ثلاثة أدوية في فقدان الشعر من النمط الذكوري: فيناستيريد ودوتاستيرايد ومينوكسيديل. تعمل هذه الأدوية على منع استمرار تساقط الشعر ولا تحفز إعادة نموه عادةً.
تستخدم هذه الأدوية معًا في الحالات الشديدة أو الرغبة بتحريض نمو الشعر بعد 12 شهرًا. تشمل الأدوية الأخرى الكيتوكونازول والسبيرونولاكتون والفلوتاميد المستخدمان في الثعلبة الأندروجينية الأنثوية، وتعد المشاركة الدوائية بين الفيناستيريد والمينوكسيديل والكيتوكونازول أكثر فعاليةً من استخدام كل دواء على حدة.

### مينوكسيديل
يستخدم الشكل الموضعي من المينوكسيديل بشكل واسع لعلاج تساقط الشعر، إذ يساعد هذا المنتج على تعزيز نمو الشعر عند الرجال والنساء المصابين بالثعلبة الأندروجينية. يعاود الشعر نموه عند نحو 40% من الرجال بعد 3-6 أشهر. يعد المينوكسيديل المنتج الموضعي الوحيد الذي حظي بموافقة إدارة الغذاء والدواء في أمريكا لعلاج تساقط الشعر الأندروجيني رغم ظهور حالات من زيادة تساقط الشعر بعد استخدامه.

### مضادات الأندروجين
يُستخدم الفيناسنيريد لعلاج تساقط الشعر من النمط الذكوري. ينقص العلاج تساقط الشعر بنسبة 30% بعد نحو 6 أشهر من تطبيقه، ولا تستمر الفعالية سوى عند دوام استخدامه. لا يوجد دليل على فعالية الفيناستريد عند النساء، وقد يؤدي إلى الاكتئاب والتثدي وضعف الانتصاب عند الرجال.
يُستخدم دوتاستيرايد لعلاج تساقط الشعر من النمط الذكوري دون أن يحظى بتصريح رسمي.
يدعم البعض استخدام السبيرونولاكتون عند النساء على أساس تجريبي، ولا يعطى للرجال عادةً نظرًا لتأثيراته الجانبية الأنثوية وخطر العقم المرافق لاستخدامه. قد يؤدي هذا العلاج إلى انخفاض الضغط وارتفاع بوتاسيوم الدم واضطرابات النظم القلبي. لا يوصف السبيرونولاكتون للنساء الحوامل أو اللاتي يحاولن الحمل لأنه ماسخ للأجنة وقد يسبب التباسًا في الأعضاء التناسلية عند حديثي الولادة.
تدعم بعض الأدلة غير الموثوقة استخدام الفلوتاميد عند النساء رغم ترافقه مع معدلات مرتفعة نسبيًا من اضطرابات الكبد، ويقتصر استخدامه على النساء فقط كما هو الحال في السبيرونولاكتون.

### كيتوكونازول
قد يساعد الكيتوكونازول على علاج تساقط الشعر عند النساء.

## العلاجات الجراحية

### زرع الشعر
تقنية جراحية تعتمد على نقل جريبات شعرية مفردة من منطقة في الجسم تسمى منطقة التبرع إلى المنطقة الصلعاء التي تسمى المنطقة المتلقية. تستخدم هذه الطريقة أساسًا لعلاج الصلع من النمط الذكوري. تُنقل الطعوم الحاوية على جريبات شعرية مقاومة للصلع وراثيًا إلى الفروة المصابة، ويمكن استخدامها أيضًا لاستعادة الرموش والحواجب وشعر اللحية والصدر والعانة وملء الندبات الناجمة عن الحوادث والعمليات الجراحية مثل شد الوجه والزرع السابق للشعر.
تحوي الطعوم العادية كامل البشرة والأدمة المحيطة بجريب الشعر، وهذا ما يميزها عن عملية زراعة الشعر التي تنقل جريب الشعر فقط. يُفضل نقل العديد من الطعوم الجلدية الصغيرة بدلًا من نقل قطعة جلدية واحدة.
ينمو الشعر في الجريبات في الحالة الطبيعية في مجموعات مكونة من 1-4 شعرات، وتعتمد عملية زراعة الشعر على هذه الوحدات النامية طبيعيًا للحصول على مظهر طبيعي عبر وصل الأشعار ببعضها في عملية زرع الوحدة الجريبية (إف يو تي).
يُستخرج شعر المنطقة المانحة بطريقتين مختلفتين: في الطريقة الأولى تُنقل طعوم صغيرة طبيعية التكون تشمل 1-4 شعرات -تسمى الوحدات الجريبية- إلى المناطق الصلعاء التي تخضع لعملية استعادة الشعر. تُزرع الوحدات الجريبية في الفروة جراحيًا بالتتالي وبتقارب شديد وأعداد كبيرة. يمكن الحصول على الطعوم بإحدى طريقتي الاستخلاص الجراحي الأساسيتين أو كلتيهما معًا: زراعة الوحدات الجريبية -التي يشار إليها في اللهجة العامية بالحصاد القطاعي- أو استخراج الوحدات الجريبية (إف يو إي) التي تُزرع فيها الجريبات بشكل مفرد.
في زراعة الوحدات الجريبية، يُستأصل قطاع جلدي من فروة المريض يحوي على عدد كبير من الوحدات الجريبية، ويسلخ تحت مجهر مجسم، ويخاط مكانه بقطب جراحية. توضع كل وحدة على حدة في موقع متلق صغير عبر شق في الفروة الصلعاء حال تقسيم القطاع إلى وحدات الجريبية جاهزة للزراعة، أما في التقنية الجديدة، تستخرج الجذور من المنطقة المانحة وتقسم إلى قطاعات ملائمة للزرع، ثم يعزل القطاع الذي تبلغ سماكته 2-3 ملم وينقل إلى الفروة الصلعاء. يوضع ضماد لمدة يومين بعد الجراحة لحماية القطاع المخاط خلال فترة الشفاء، وتبقى ندبة شريطية صغيرة يمكن تغطيتها بشعر الفروة الذي ينمو فوقها.

### تقليص الفروة
إجراء جراحي يقلص الطبيب خلاله المنطقة الخالية من الشعر في الفروة، وهذا ينقص مساحة المنطقة الصلعاء.

## فقدان الشعر المحرض بالتشعيع
يحرض التشعيع فقدان الشعر بإضراره بسلائف الخلايا الجذعية في جريب الشعرة وتغيير التعبير الجيني عن الكيراتين. يترافق العلاج الشعاعي أيضًا مع زيادة إنتاج المخاط في جريبات الشعر. اقترحت الدراسات استخدام التشعيع الكهرومغناطيسي لتحفيز نمو الشعر في داء الثعلبة.

## مواد التجميل التعويضية
تزيد بعض شامبوهات الشعر والمراهم من ثخانة الشعر الموجود بوضوح دون التأثير على حلقة النمو. شهد مجال صناعة الأزياء تطورات عديدة في تصاميم الشعر المستعار. أظهرت ملحقات التزيين أنها مصدر دعم نفسي للنساء الخاضعات للعلاج الكيميائي، ووصفت الناجيات من السرطان في إحدى الدراسات الشعر المستعار «بالمرافق الدائم». أظهرت دراسات أخرى تفاوتًا في التأثير النفسي لاستخدام وصلات الشعر.
يمكن استخدام وشوم مخصصة -تُعرف بشكل شائع بصبغ الفروة المجهري- لتقليد مظهر قصة الشعر القصيرة.

## علاجات بديلة
يستخدم العديد من الناس علاجات غير مدعومة بالأدلة، لكن هناك دليل ضعيف على فعالية الفيتامينات أو المعادن أو المتممات الغذائية الأخرى التي تعيد نمو الشعر أو تحافظ عليه.

### العلاج بالليزر
وجدت مراجعات في عامي 2008 و 2012 دليلًا ضعيفًا يدعم استخدام أضواء خاصة أو أشعة الليزر لعلاج فقدان الشعر، وتعد هذه الوسائل من الطرق الآمنة.
وجدت مراجعة في عامي 2014 و 2016 دليلًا ضعيفًا على فائدة الليزر، بينما خلصت مراجعة أخرى عام 2014 إلى أن النتائج متفاوتة وتحمل خطورة مرتفعة للانحياز ما يمنح الليزر فعاليةً مبهمةً في علاج تساقط الشعر.

### المتممات الغذائية
لا يوصى باستخدام المتممات الغذائية عادةً. اقترحت تجربة وحيدة صغيرة على شجر البلميط المنشاري وجود فائدة مؤقتة لاستخدامه في الثعلبة الأندروجينية الخفيفة إلى المتوسطة. لا يوجد دليل على فعالية البيوتين، وتُعد الأدلة المتوافرة على معظم المنتجات الأخرى غير كافية. لم يظهر دليل قوي على فعالية الجنكة أو الصبر الحقيقي أو الجينسينج أو البرغموت أو الخطمي منذ عام 2011. تنتشر متممات نمو الشعر بشكل واسع في الأسواق خاصة المنتجات المعتمدة على البيوتين رغم ضعف الأدلة الداعمة وعدم توصية الخبراء باستخدامها.